# Tada Keiichi
Tada Keiichi (japanisch 多田 敬一, Vorname ursprünglich Yoshikazu gelesen, geboren 25. Juni 1900 im Nakagyō-ku von Kyōto, gestorben 1. März 1984) war ein japanischer Maler der Nihonga-Richtung während der Taishō- und Shōwa-Zeit.

## Leben und Werk
Tada Keiichi war der älteste Sohn des Nō-Lehrers der Kanze-Schule, Tada Saichirō (多田佐一郎), der auch unter dem Maler Kōno Bairei studiert hatte. Keiichi machte 1919 seinen Abschluss an der „Schule für Kunst und Kunstgewerbe Kyōto“ (京都市立美術工芸学校, Kyōto shiritsu bijutsu kōgei gakkō) und studierte weiter an der „Fachschule für Malerei Kyōto“ (京都市立絵画専門学校, Kyōto shiritsu kaiga semmon gakkō).
Noch während seiner Ausbildung reichte Tada bei der 3. Ausstellung der Künstlervereinigung „Kokuga sōsaku kyōkai“ (国画創作協会) ein Bild mit dem Titel „Landschaft“ (風景, Fūkei) ein, das allerdings nicht angenommen wurde. Auf der 5. Ausstellung konnte er dann das Bild „Dorf am Meer“ (海ぞいの村, Umi-zoi no mura) zeigen. Auf der 6. Ausstellung zeigte er „Zwielicht“ (黄昏, Kōkon) und „Hügel“ (丘, Oka), auf der 7. „Kamelien“ (椿, Tsubaki). Alle Bilder zeigen den Einfluss seines Lehrers Irie Hakō (入江 波光; 1887–1848), der Wert legte auf genaue zeichnerische Darstellung. 1927 wurde Tada vorläufiges Mitglied der Kokuga sōsaku kyōkai, die sich allerdings im folgenden Jahr auflöste. Auch die nachfolgende  Künstlergemeinschaft Shinjukai (新樹会) löste sich nach zwei Ausstellungen auf.
Tada bildete sich auf Rat von Irie unter Kikuchi Keigetsu weiter und stellte nun auf der staatlichen „Teiten“ und der Nachfolgeeinrichtung „Shin Bunten“ aus, aber nach 1945 nicht mehr auf der nun „Nitten“ genannten Ausstellungsreihe. Er wandte sich, auch hier von Irie bestärkt, dem Kopieren der Wandmalereien in geschichtlich bedeutenden Gebäuden zu. Dazu gehörten die Wandmalereien im Hōryū-ji, die Ausschmückungen der Shugakuin-Villa, der Katsura-Villa, in der Phönixhalle (鳳凰堂, Hōōdō) des Byōdō-in, des Sambō-in des Daigo-ji und an anderen Orten. Daneben war Tada von 1940 bis 1949 lehrend an der Schule für Kunst und Kunstgewerbe tätig und schließlich als Zeichenlehrer an der Shimogamo-Mittelschule.